# Lesmone porcia
Lesmone porcia är en fjärilsart som beskrevs av Stoll 1790. Lesmone porcia ingår i släktet Lesmone och familjen nattflyn. Inga underarter finns listade i Catalogue of Life.

## Bildgalleri

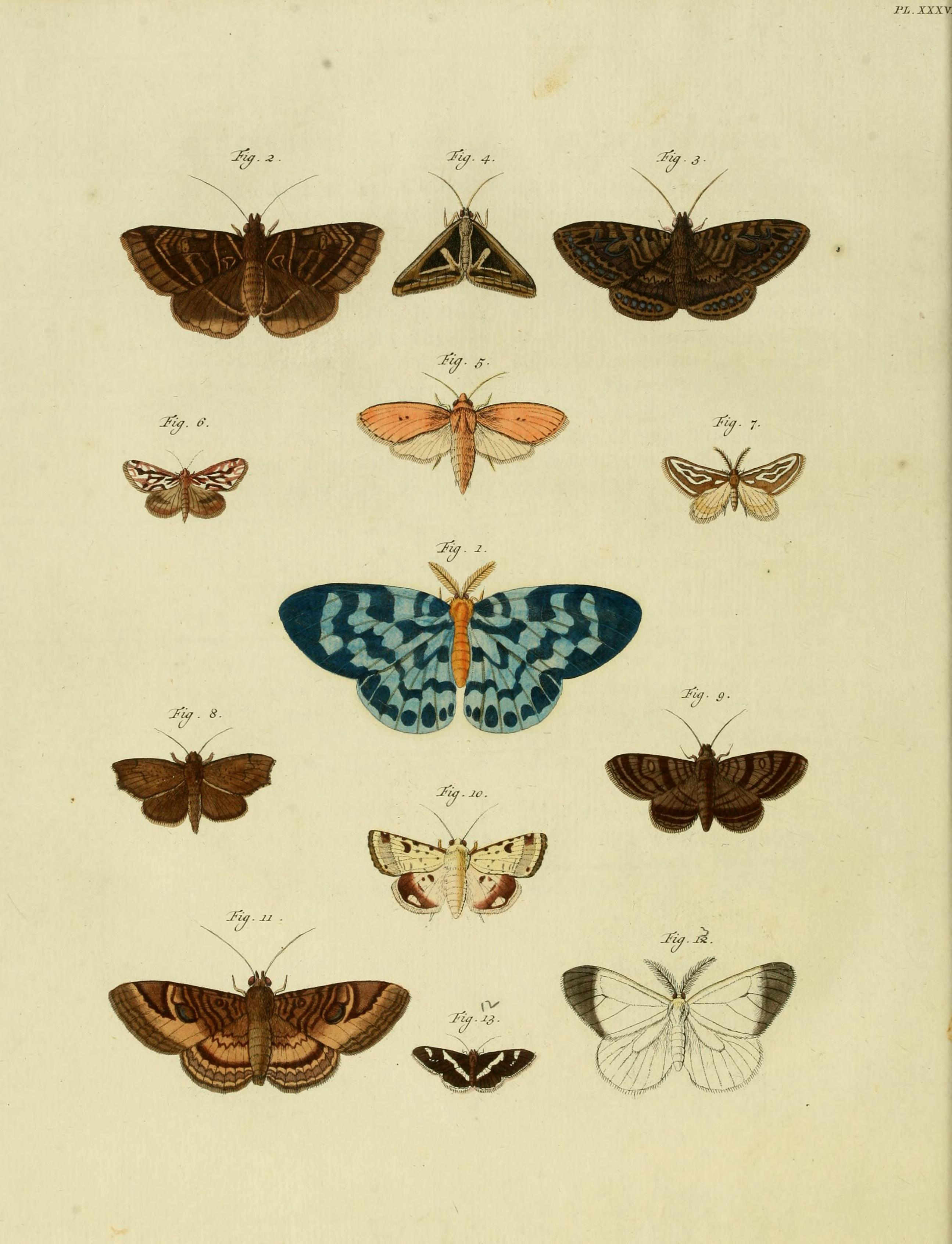